# Hannut
Hannut (neerlandês: Hannuit) é uma cidade e um município da Bélgica localizado no distrito de Waremme, província de Liège, região da Valônia.